# Agelasta andamanica
Agelasta andamanica là một loài bọ cánh cứng trong họ Cerambycidae.